# Volcán de Timanfaya
Die Volcán de Timanfaya ist eine Ro-Pax-Fähre der spanischen Reederei Armas Trasmediterránea.

## Geschichte
Das Schiff wurde unter der Baunummer 1626 auf der Werft Hijos de J. Barreras in Vigo für die Reederei Naviera Armas gebaut. Die Kiellegung fand am 9. März 2004, der Stapellauf am 18. November 2004 statt. Die Fertigstellung des Schiffes erfolgte im April 2005. Die Innenausstattung der Fähre stammte von Oliver Design.
Das Schiff wurde zunächst im Fährverkehr zwischen den Kanarischen Inseln eingesetzt. Später wurde es auch auf anderen Strecken eingesetzt, darunter zwischen Motril und der spanischen Exklave Melilla sowie zwischen Almería und Melilla bzw. den algerischen Hafenstädten Oran und Ghazaouet oder auch zwischen Granada bzw. Almería und Nador in Marokko.
Die Volcán de Timanfaya ist das Schwesterschiff der ebenfalls für die Reederei Armas Trasmediterránea gebauten und im Juni 2004 abgelieferten Volcán de Tamasite.

## Technische Daten und Ausstattung
Das Schiff wird von zwei Viertakt-Achtszylinder-Dieselmotoren des Typs Wärtsilä 8L46C mit jeweils 8400 kW Leistung angetrieben. Die Motoren wirken auf zwei Verstellpropeller. Das Schiff ist mit zwei elektrisch mit jeweils 1000 kW Leistung angetriebenen Bugstrahlrudern mit Verstellpropellern ausgestattet.
Für die Stromerzeugung stehen zwei von Dieselmotoren mit jeweils 1100 kW Leistung angetriebene Generatoren zur Verfügung. Weiterhin wurde ein von einem Dieselmotor mit 270 kW Leistung angetriebener Notgenerator verbaut.
Die Fähre verfügt über zwei feste und ein höhenverstellbares Fahrzeugdeck. Die festen Fahrzeugdecks befinden sich auf Deck 2 und 4, das höhenverstellbare Fahrzeugdeck ist unter Deck 6 eingehängt. Das Fahrzeugdeck auf Deck 2 (Hauptdeck) ist über zwei Heckrampen zugänglich. Die Rampen sind jeweils 16 m lang und 8 m breit. Von den Heckrampen aus sind auch die Rampen an Bord zu Deck 4 zugänglich. Auf den Fahrzeugdecks stehen 1350 Spurmeter zur Verfügung.
Die Einrichtungen für die Passagiere sind auf den Decks 6 und 7 untergebracht. Für die Passagiere stehen 46 Vierbett-, 2 Dreibett- und 8 Zweibettkabinen sowie Bereiche mit Ruhesesseln zur Verfügung. Weiterhin stehen den Passagieren unter anderem ein Restaurant und ein Kinderspielbereich sowie offene Decksbereiche mit Sitzgelegenheiten und einem Pool zur Verfügung.
Die Einrichtungen für die Schiffsbesatzung befinden sich im vorderen Bereich auf Deck 7. Das Schiff verfügt über ein weiteres Deck unter anderem mit Betriebsräumen. Die über die gesamte Breite geschlossene Brücke befindet sich im vorderen Bereich des Schiffes. Zur besseren Übersicht beim An- und Ablegen und beim Navigieren in engen Fahrwassern gehen die Nocken etwas über die Schiffsbreite hinaus.